# Tom Rodriguez
Bartolomé Tomas Alberto Rodriguez Mot (sinh ngày 1 tháng 10 năm 1987, nghệ danh: Tom Rodriguez) là một nam ca sĩ, diễn viên, người mẫu người Mỹ gốc Philippines. Anh được biết đến khi tham gia chương trình truyền hình thực tế Double Up. Anh đã tham gia đóng những bộ phim: Trái tim bé bỏng, Đảo cám dỗ và Người tình của chồng tôi trong vai Vincent Soriano.

## Tiểu sử
Tom đến từ Catbalogan, Samar, Philippines. Anh di cư sang Mỹ cùng với cha mẹ anh khi anh 12 tuổi. Tom được sinh ra ở Thành phố Olongapo, Philippines. Anh được sinh ra từ một người cha là Quân nhân Mỹ và người mẹ Philippines. Cùng với sáu anh chị em ruột, Tom, hai anh em trai và ba chị em gái với mẹ của họ đến Pinabacdao, Samar nhưng họ lớn lên ở gần Thành phố Catbalogan, cũng ở Samar. Tom theo học Đại học St. Mary ở Thành phố Catbalogan (trước đây là Sacred Heart College). Sau đó, gia đình anh ấy di cư đến San Francisco nơi anh ấy đã theo học Digital Animation nhưng nghề nghiệp đó khó để tìm kiếm một công việc ở nơi đó.

## Phim tham gia

### Phim truyền hình
| Year    | Title                                                | Role                                 | Notes                    | Source      |
| ------- | ---------------------------------------------------- | ------------------------------------ | ------------------------ | ----------- |
| 2009    | Pinoy Big Brother: Double Up                         | Himself / Housemate                  | Forced eviction (Day 41) | [ 1 ] [ 2 ] |
| 2009    | Precious Hearts Romances Presents: My Cheating Heart | Harry                                |                          |             |
| 2010    | Maalaala Mo Kaya                                     | Mike                                 | Episode: "Litrato"       | [ 3 ]       |
| 2010    | Your Song Presents: Isla                             | Tom                                  |                          |             |
| 2010    | Precious Hearts Romances Presents: Love Me Again     | Chadilton "Chad" Barrera             |                          |             |
| 2010    | M3 (Malay Mo Ma-develop)                             | Ted Salazar                          |                          |             |
| 2010–11 | My Driver Sweet Lover                                | Simon Escalante                      |                          | [ 1 ]       |
| 2011    | Maalaala Mo Kaya                                     | Bong                                 | Episode: "School ID"     | [ 4 ]       |
| 2011    | Precious Hearts Romances Presents: Mana Po           | Johnny Santos                        |                          |             |
| 2011    | Guns and Roses                                       | Young Lucio                          |                          |             |
| 2011    | Maalaala Mo Kaya                                     | Noli                                 | Episode: "Niagara Falls" | [ 5 ]       |
| 2011–12 | Angelito: Batang Ama                                 | Andrew Posadas                       |                          |             |
| 2012    | Maalaala Mo Kaya                                     | Chiz Escudero                        | Episode: "Singsing"      |             |
| 2012–13 | Be Careful with My Heart                             | Jeff D. Macavinta                    |                          |             |
| 2013    | Maalaala Mo Kaya                                     | Ian                                  | Episode: "Palda"         |             |
| 2013    | My Husband's Lover                                   | Vicente "Vincent" Soriano            |                          |             |
| 2013    | Sunday All Stars                                     | Host / Performer                     |                          |             |
| 2014    | Niño                                                 | Gabriel Manalastas                   |                          |             |
| 2014    | My Destiny                                           | Lucas Matthew Andrada                |                          |             |
| 2014    | Don't Lose the Money                                 | Host                                 |                          | [ 6 ]       |
| 2015–16 | Marimar                                              | Sergio Santibañez                    |                          | [ 7 ]       |
| 2015    | Ismol Family                                         | Mac-Mac                              |                          |             |
| 2015–16 | Celebrity Bluff                                      | Host                                 |                          |             |
| 2016    | Asia's Next Top Model (Mùa 4)                        | Guest                                |                          |             |
| 2016    | Karelasyon                                           |                                      |                          |             |
| 2016    | Dear Uge                                             | Mark                                 |                          |             |
| 2016–17 | Someone To Watch Over Me                             | Teodoro Jose "TJ" Chavez             |                          |             |
| 2017    | Mulawin versus Ravena                                | Rodrigo                              |                          |             |
| 2017    | I Heart Davao                                        | Ponce Torres                         |                          |             |
| 2017    | 24 Oras                                              | Himself / relief Chika Minute anchor |                          |             |
| 2018    | The Cure                                             | Gregory "Greg" Salvador              |                          |             |
| 2019    | Dragon Lady                                          | Michael Chan                         |                          |             |
| 2020    | Love of My Life                                      | Stefano Gonzales                     |                          |             |
| 2020    | I Can See You                                        | Luisito "Luis" Alvarez               |                          |             |

### Phim điện ảnh
| Year | Title                             | Role         | Notes                 | Source      |
| ---- | --------------------------------- | ------------ | --------------------- | ----------- |
| 2010 | Here Comes The Bride              | Harold       |                       |             |
| 2010 | Petrang Kabayo                    | Chito        |                       |             |
| 2010 | Ang Tanging Ina Mo (Last na 'To!) | Angel        |                       |             |
| 2011 | Temptation Island                 | Umberto      |                       |             |
| 2012 | The Reunion                       | Aljoven      |                       |             |
| 2013 | It Takes A Man and a Woman        | Anton Ortega |                       |             |
| 2013 | My Lady Boss                      | Timothy      |                       |             |
| 2013 | Ekstra                            | Himself      |                       |             |
| 2013 | Bekikang: Ang Nanay Kong Beki     | Fortunato    |                       | [ 8 ] [ 9 ] |
| 2013 | Gaydar                            | Richard      |                       |             |
| 2014 | So It's You                       | Goryo        |                       |             |
| 2014 | T'yanak                           | Mark         |                       |             |
| 2014 | Beauty in a Bottle                | Pocholo      |                       |             |
| 2014 | The Amazing Praybeyt Benjamin     | Janjaranjan  |                       |             |
| 2014 | English Only, Please              | Ernest       | Special Participation |             |
| 2015 | The Love Affair                   | Ryan         |                       |             |
| 2015 | No Boyfriend Since Birth          | Carl Mercado |                       |             |
| 2018 | The Significant Other             | Edward       |                       |             |
| 2018 | Abay Babes                        | Zack Xavier  |                       |             |
| 2019 | Maledicto                         | Father Xavi  |                       |             |